# Paris O’Brien
Paris O’Brien (chinesisch 欧班·永利, Pinyin Ōubān yǒnglì; * 15. April 2000 in Coquitlam, British Columbia) ist ein kanadischer Eishockeytorwart mit chinesischer Staatsbürgerschaft, der zuletzt bis Juni 2023 bei Kunlun Red Star aus der Kontinentalen Hockey-Liga (KHL) unter Vertrag gestanden hat.

## Karriere
O’Brien spielte bis zu den U17-Junioren an der Delta Hockey Academy in seiner Heimatprovinz British Columbia, ehe er von Mike Keenan für das Nachwuchsprogramm des chinesischen Klubs Kunlun Red Star aus der Kontinentalen Hockey-Liga (KHL) rekrutiert wurde. Dorthin wechselte der 17-Jährige zur Saison 2017/18 und stand in den folgenden beiden Jahren im Tor der KRS-Nachwuchsmannschaften KRS Junior und KRS Heilongjiang in der Molodjoschnaja Chokkeinaja Liga (MHL), wo die Mannschaft allerdings gegen den Nachwuchs der russischen Teams nahezu chancenlos war.
Im Verlauf der Spielzeit 2018/19 debütierte der Kanadier im Farmteam KRS-ORG Peking in der Wysschaja Hockey-Liga, wo er zu zwei Kurzeinsätzen kam. In der folgenden Saison kam er als dritter Torwart zu insgesamt acht Einsätzen für den nun unter dem Namen KRS-BSU Peking firmierenden Ausbildungsklub. Trotzdem pausierte O’Brien in der folgenden Saison vor dem Hintergrund der COVID-19-Pandemie und blieb bis zum Juli 2021 vertraglos, ehe er einen neuen Vertrag bei KRS erhielt. Dort schaffte er zur Saison 2021/22 den Sprung in den KHL-Kader, wo er hinter Jeremy Smith und Alexander Lasuschin achtmal eingesetzt wurde. Folglich wurde sein Vertrag im August 2022 um ein Jahr verlängert. Zu Einsätzen kam er im Spieljahr 2022/23 aber nicht.
Ab 2024 wird er für die Laurier Golden Hawks, die Mannschaft der Wilfrid Laurier University, in der Association Ontario University Athletics von U Sports spielen.

### International
Im Februar 2022 lief O’Brien unter dem Namen Ouban Yongli für die chinesische Nationalmannschaft bei den Olympischen Winterspielen in Peking auf. Dort fungierte er hinter Jeremy Smith als Ersatzmann und kam in zwei der vier Turnierspiele zu Einsatzminuten. Ebenso spielte der Torhüter bei der Weltmeisterschaft der Division IIA 2022, bei der die chinesische Mannschaft souverän den Aufstieg in die Division IB schaffte. Mit der höchsten Fangquote und dem geringsten Gegentorschnitt hatte O’Brien maßgeblichen Anteil am Aufstieg. Im folgenden Jahr stand er bei der Weltmeisterschaft der Division IB 2023 erneut als Stammtorhüter zwischen den Pfosten.

## Erfolge und Auszeichnungen
- 2022 Aufstieg in die Division IB bei der Weltmeisterschaft der Division IIA
- 2022 Höchste Fangquote und geringster Gegentorschnitt bei der Weltmeisterschaft der Division IIA

## Karrierestatistik
Stand: Ende der Saison 2022/23

### International
Vertrat die Volksrepublik China bei:
- Olympischen Winterspielen 2022
- Weltmeisterschaft der Division IIA 2022
- Weltmeisterschaft der Division IB 2023

(Legende zur Torhüterstatistik: GP oder Sp = Spiele insgesamt; W oder S = Siege; L oder N = Niederlagen; T oder U oder OT = Unentschieden oder Overtime- bzw. Shootout-Niederlage; Min. = Minuten; SOG oder SaT = Schüsse aufs Tor; GA oder GT = Gegentore; SO = Shutouts; GAA oder GTS = Gegentorschnitt; Sv% oder SVS% = Fangquote; EN = Empty Net Goal; 1 Play-downs/Relegation; Kursiv: Statistik nicht vollständig)